# Schloss Heuchlingen

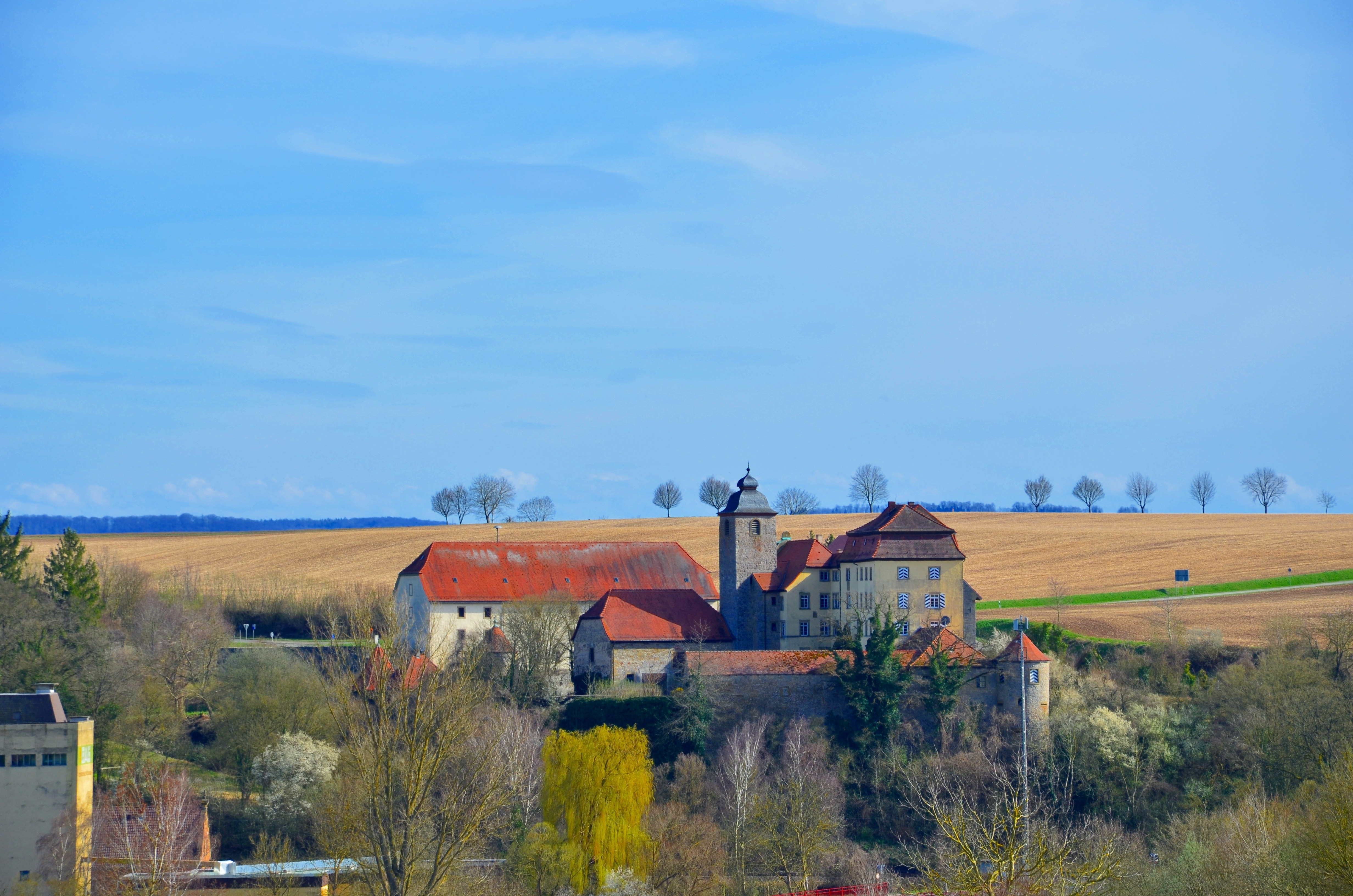
Schloss Heuchlingen

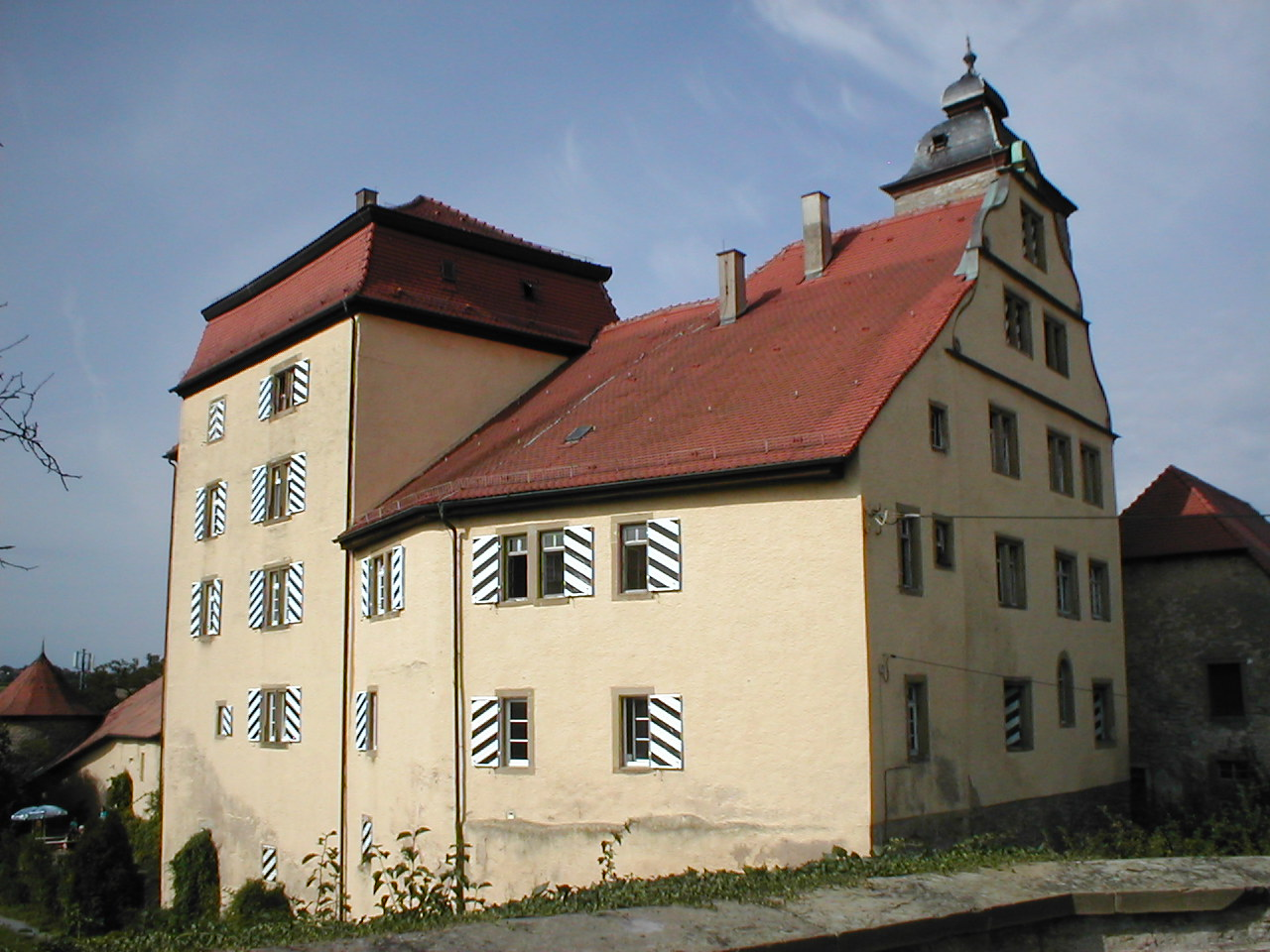
Schloss Heuchlingen

Schloss Heuchlingen ist eine landwirtschaftlich genutzte Staatsdomäne in Bad Friedrichshall im Landkreis Heilbronn im nördlichen Baden-Württemberg. Die im Ursprung ins 12. Jahrhundert datierende Anlage befindet sich außerhalb von Bad Friedrichshall auf der Gemarkung des Stadtteils Duttenberg.

## Geschichte

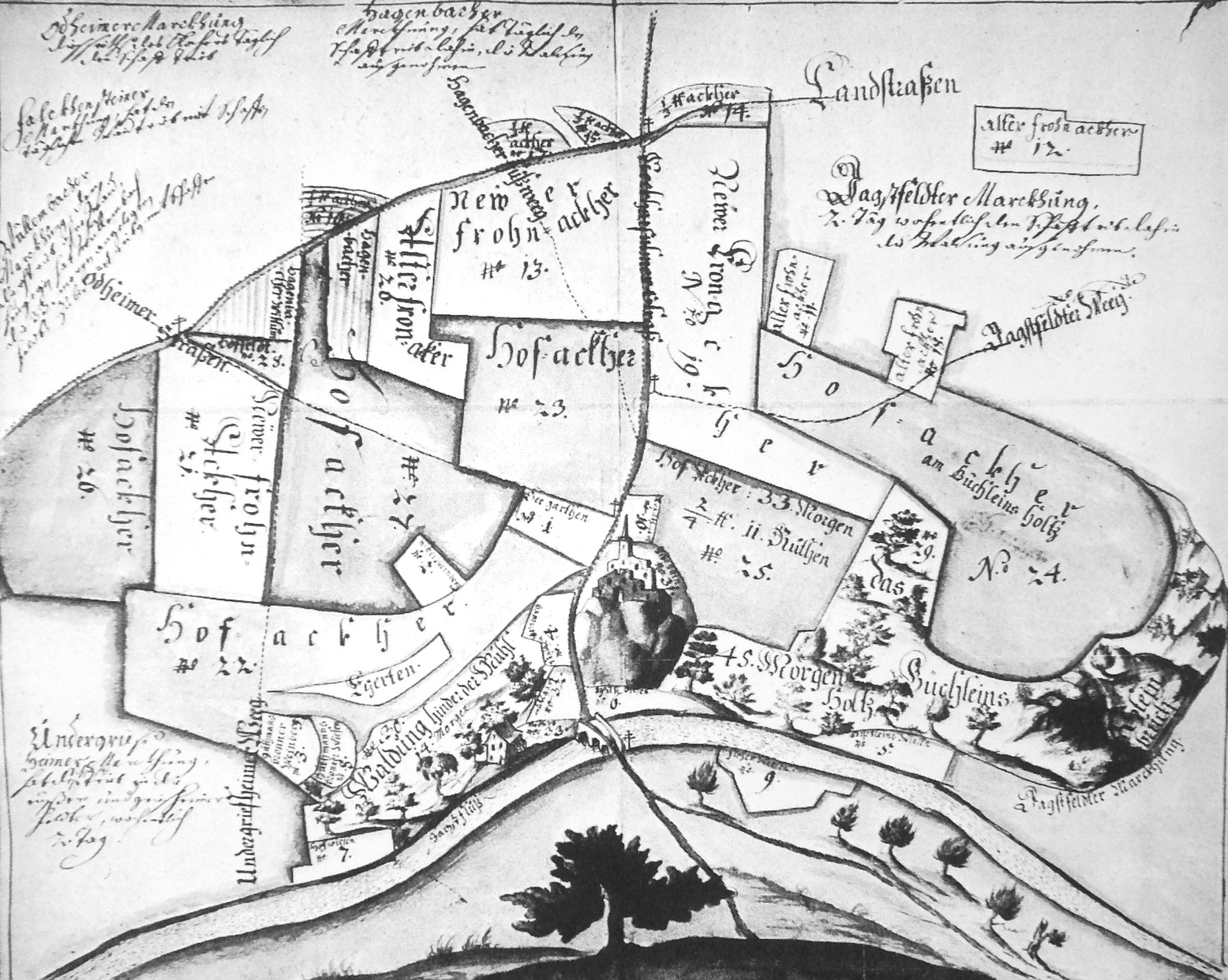
Lageplan von Schloss Heuchlingen und zugehörigen Ländereien von 1711

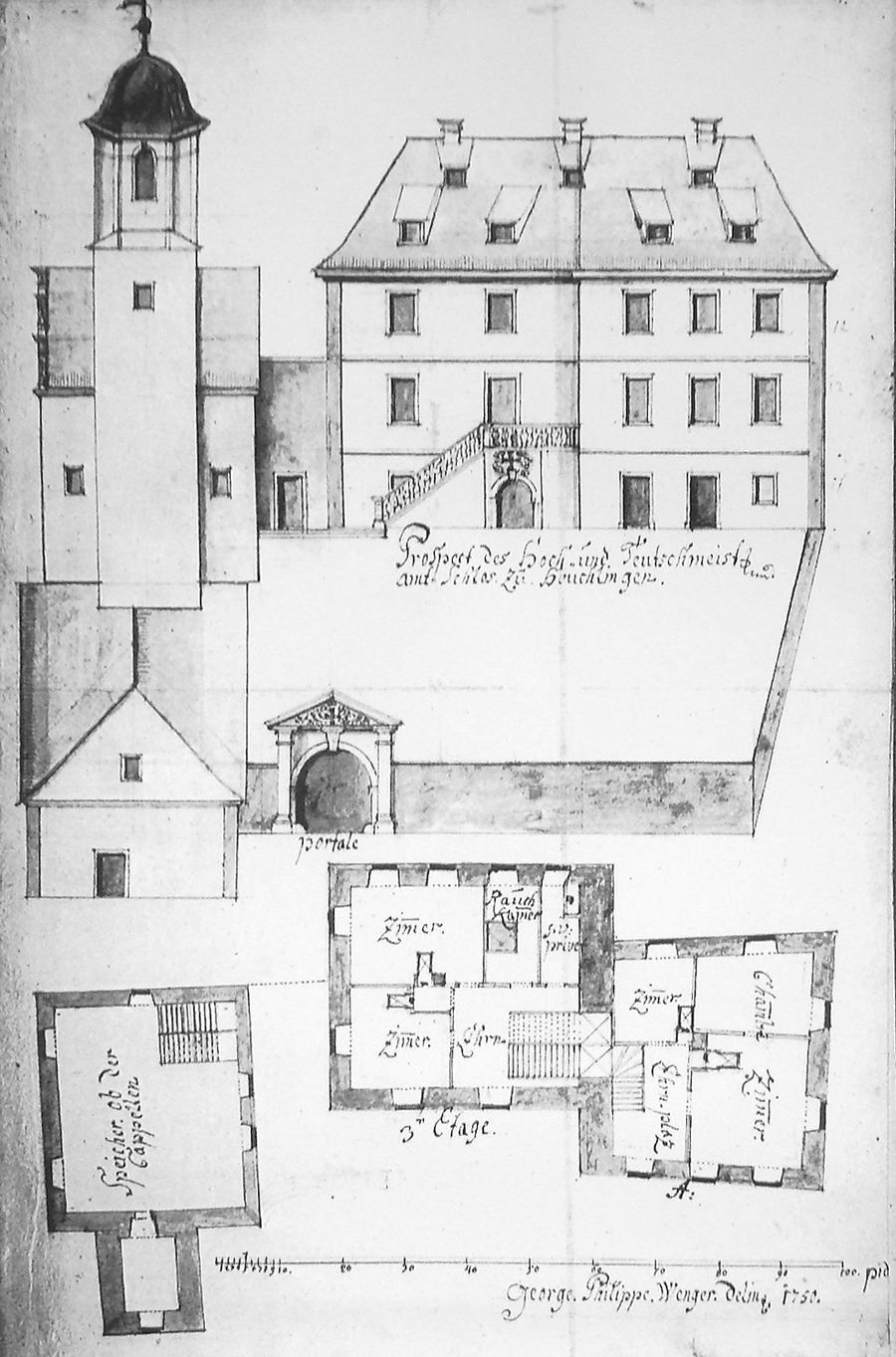
Entwurf für Schloss Heuchlingen von Georg Philipp Wenger von 1750

Die Anlage wurde vermutlich im 12. Jahrhundert als Burg erbaut und im Jahr 1222 nebst der Heuchlinger Mühle erstmals als adeliger Burgsitz erwähnt. Frühe Burgherren waren die Herren von Huchelheim. Später war die Burg auf mehrere Besitzer aufgeteilt, darunter schon früh das Reichskloster Ellwangen sowie um 1290 die Herren von Goltstein, deren Anteile im 14. Jahrhundert an die Greck von Kochendorf kamen. 1449 wurde die Burg im so genannten „Städtekrieg“ durch Wimpfener Bürger niedergebrannt.
1484 erwarb der Deutsche Orden die Vogtei in sechs umliegenden Orten und wenig später auch Teile der Burg, die durch den Orden renoviert und Sitz eines für die umliegenden Orte zuständigen Deutschordensamtes wurde. Während des Bauernkriegs im Jahr 1525 wurde die Burg Heuchlingen abermals zerstört. Unter dem Hochmeister des Deutschen Ordens Walther von Cronberg erfolgte ab 1530 der Wiederaufbau im Stil der Renaissance. Wie auch andernorts wurden die Bauarbeiten durch Frondienst leistende Untertanen verrichtet.
Seine heutige barocke Gestalt erhielt das Schloss durch verschiedene Umbaumaßnahmen im späten 18. Jahrhundert unter dem Deutschordensmeister Karl Alexander von Lothringen, dessen Wappen an der Schlossmauer prangt, und den Baumeistern Georg Philipp Wenger (1701–1763) und Johann Hornstein (1740–1818). Aus der bereits um 1750 entstandenen Bauaufnahme Wengers stammen die ältesten Aufzeichnungen über die bauliche Form der Anlage, die zu dieser Zeit so baufällig war, dass Wengers erste Planungen praktisch einen vollständigen Neubau vorsahen. Wenger reichte mehrere Planänderungen ein, doch mit dem Bau war 1761 noch nicht begonnen worden, so dass Planung und Ausführung der heutigen Anlage im Wesentlichen auf Wengers Mitarbeiter Hornstein zurückgehen.
Nach Auflösung des Deutschen Ordens fiel das Anwesen als Staatsdomäne an das Königreich Württemberg, das die Anlage u. a. als Kameralamt und Kaserne nutzte. Seit ca. 1900 ist das Anwesen an die Südzucker AG bzw. deren Vorläufer als landwirtschaftliches Hofgut verpachtet; bis 1994 bestanden dort Mitarbeiterwohnungen, seit 2002 sind einige sanierte Flächen in den Wohngebäuden als Büros und Wohnungen unterverpachtet. Eine Teilfläche der Domäne (20 ha) wurde 1954 der Staatlichen Lehr- und Versuchsanstalt für Wein- und Obstbau in Weinsberg zugeteilt, die dort ein Obstbauversuchsgut von heute 34 ha Größe einrichtete.
Die Anlage ist normalerweise nicht zugänglich und nur gelegentlich zu speziellen Anlässen wie beim Tag des offenen Denkmals zu besichtigen.

## Beschreibung
Die Anlage besteht aus einem dreigliedrigen, barock anmutenden Wohngebäude mit Wirtschaftsgebäuden, Kellern, Torhaus und Türmen, die von Mauern und Gräben umgeben sind. Außerhalb der Mauern befinden sich weitere teilweise stattliche Wirtschaftsgebäude. Ein unterirdischer Fluchtgang verband einst den Schlossbrunnen mit dem Untergeschoss des Torturms.
Die Anlage beeindruckt vorwiegend durch ihr barockes Äußeres. Da das Gebäude nach den letzten Umbauten 1781 nur noch etwa 20 Jahre von Deutschordenskomturen bewohnt, anschließend jedoch 200 Jahre militärisch und landwirtschaftlich genutzt wurde, fehlt im Inneren jeglicher Prunk. Lediglich im Rittersaal wurden Reste historischer Wandmalereien freigelegt.

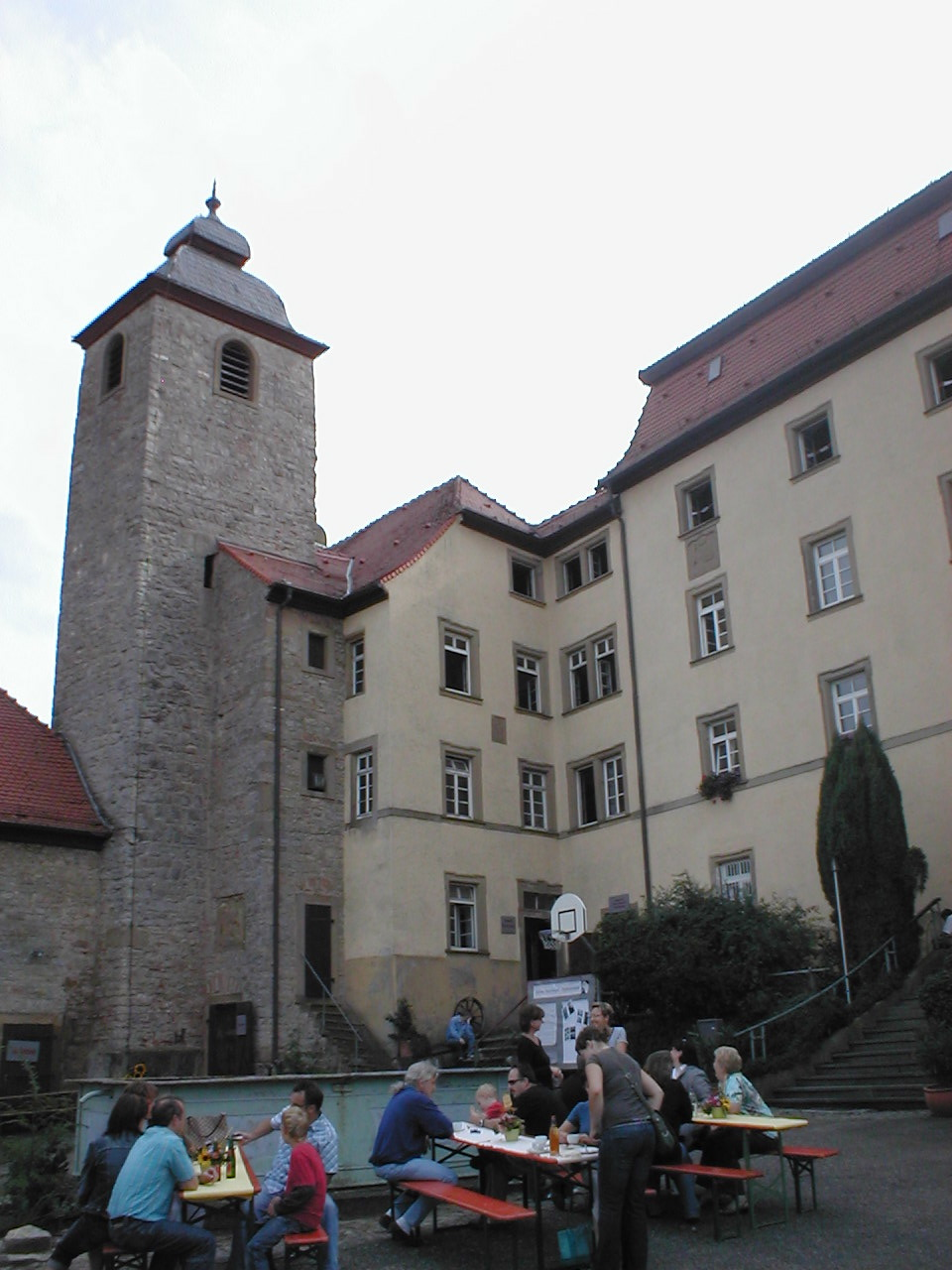
Innenhof
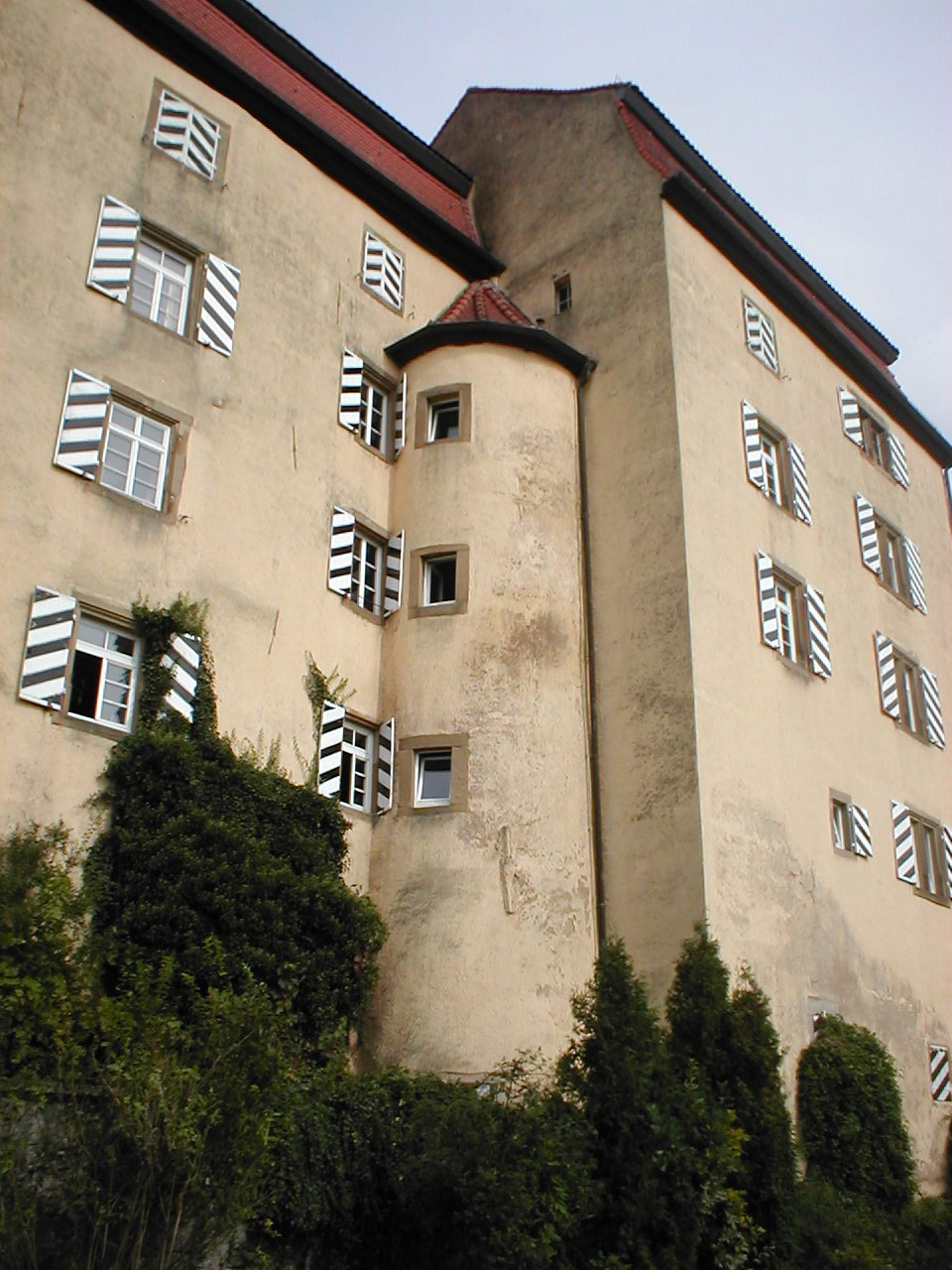
Treppenturm
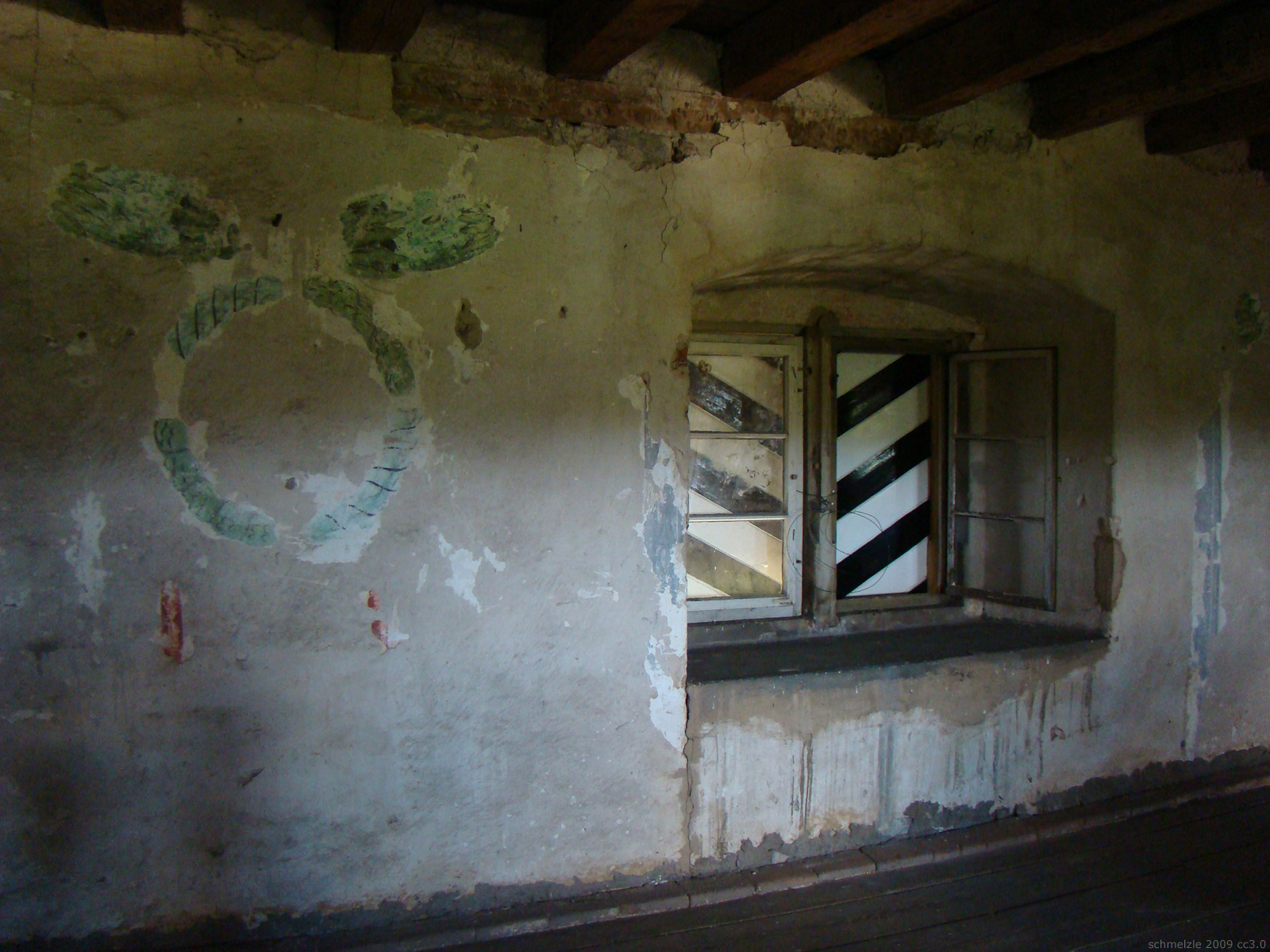
Reste von Wandmalereien im Rittersaal
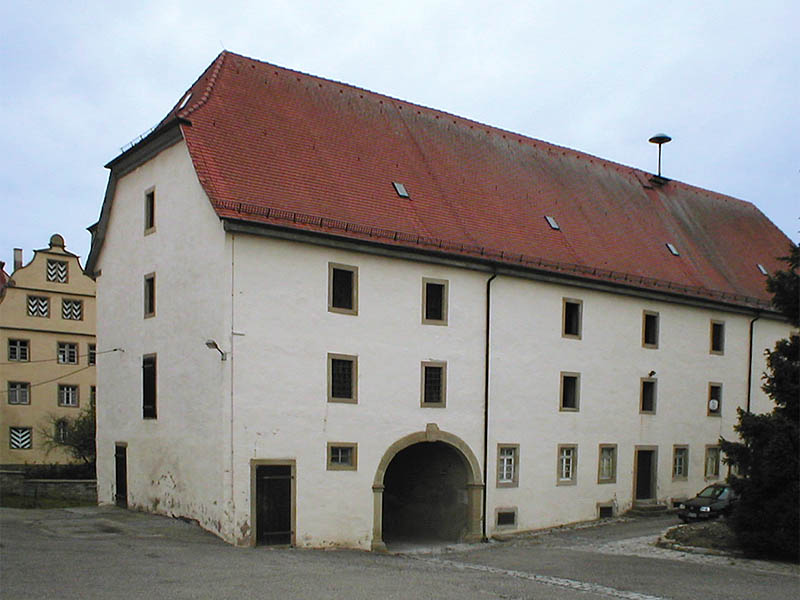
Wirtschaftsgebäude
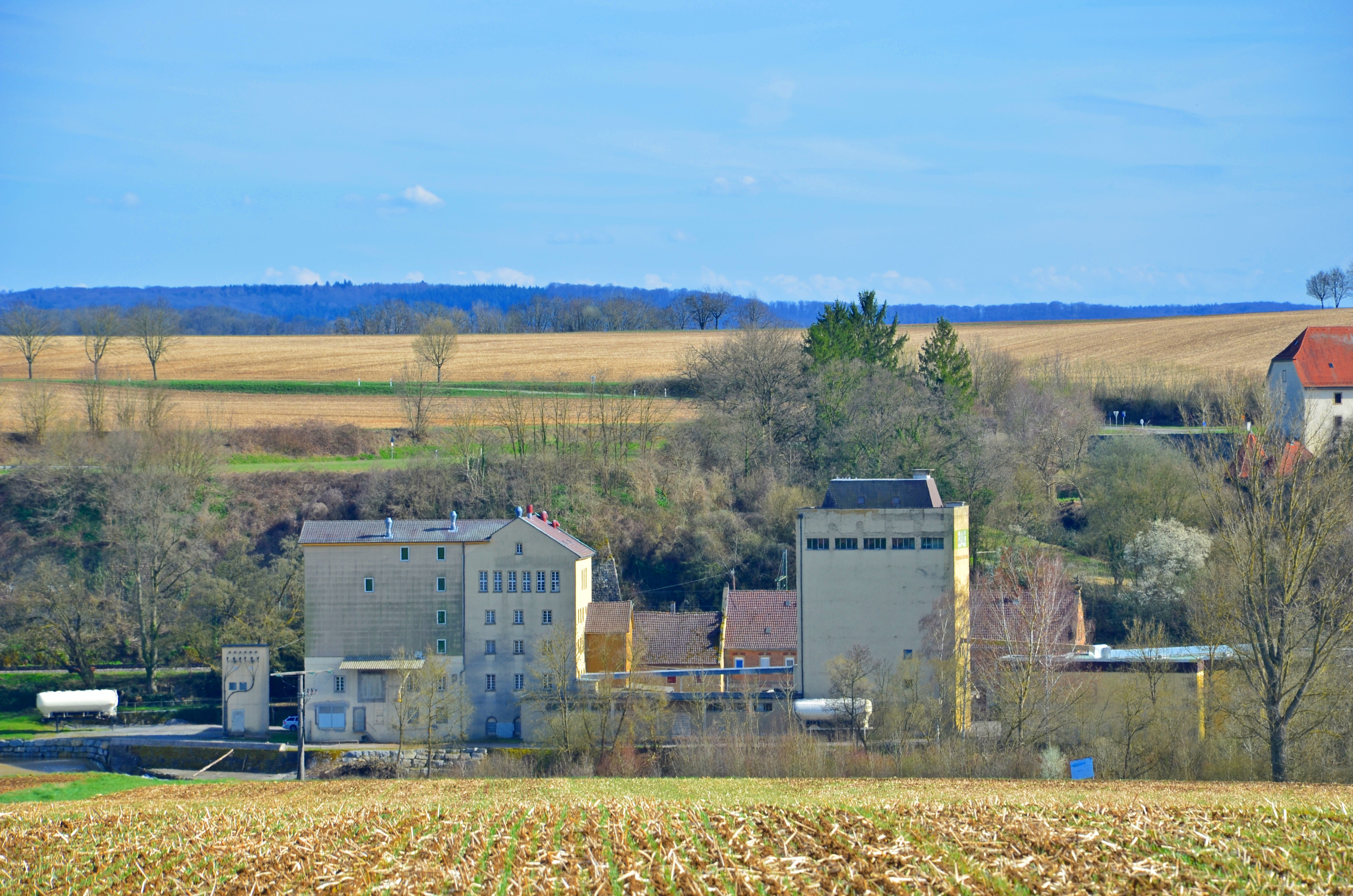
Heuchlinger Mühle, direkt neben dem Schloss